# Gheorghe Argeşanu
Gheorghe Argeşanu (Caracal, 28 de fevereiro de 1884 — Jilava, 26 ou 27 de novembro de 1940), foi um político e general romeno que foi primeiro-ministro por uma semana em 1939 (21 a 28 de setembro).
Nascido em Caracal, chegou à posição de líder no Exército Romeno durante a Primeira Guerra Mundial, chegando a Ministro da Defesa no segundo gabinete de Miron Cristea (março a outubro de 1938).
Foi escolhido como premier pelo rei Carol II após o assassinato de seu predecessor, Armand Călinescu, pelo movimento fascista Guarda de Ferro. 
Sepultado no Cemitério Ghencea.